# کلیولند (مینه‌سوتا)
کلیولند، مینه‌سوتا (به انگلیسی: Cleveland, Minnesota) یک شهر در ایالات متحده آمریکا است که در مینه‌سوتا واقع شده‌است.

## خصوصیات
کلیولند ۱٫۵۵ کیلومترمربع مساحت و ۷۱۹ نفر جمعیت دارد و ۳۱۵ متر بالاتر از سطح دریا واقع شده‌است.